# Remsbach (Kocher)
Der Remsbach ist ein etwa 3,5 km langer Bach im Landkreis Schwäbisch Hall im nördlichen Baden-Württemberg, der zwischen Michelbach an der Bilz und seinem Ortsteil Gschlachtenbretzingen  von rechts und Osten in den mittleren Kocher mündet.

## Geographie

### Verlauf
Der Remsbach entsteht am Westabfall der Limpurger Berge hinunter zur Haller Bucht, einer Stufenrandbucht der Keuperberge südlich der Stadt Hall, durch deren Ostteil dann sein Mittel- und Unterlauf ziehen. Insgesamt zieht er in einem Bogen nach Norden westlich. Er entspringt am von tiefen Rinnen durchzogenen Hang im Süden der Bretzinger Halde im Haller Waldgewann Lämmergraben, an dem sich Lehm- und Mergelschichten des Mittelkeupers abwechseln. Deshalb beginnt hier je nach Witterung und Jahreszeit die Wasserführung in stark wechselnder Höhe, maximal auf etwa 480 m ü. NHN neben dem Steigenabschnitt des zuvor durchweg auf mittlerer Hanghöhe laufenden sogenannten Reichsarbeitsdienststräßles vom Hof Einkorn im Norden her, das etwa 200 Meter weiter östlich in den Höhenweg Kohlenstraße einmündet.
Schon nach weniger als 200 Metern in seiner nordwestlich laufenden Hangrinne erreicht der Remsbach eine südliche Fortsetzung des Reichsarbeitsdienststräßles, an dem er noch im Wald auf Michelbacher Gemarkung übertritt und allenfalls Zuläufe aus den anderen Rinnen aufnimmt, die wohl eher als Hohlwege entstanden sind. Weitere 100 Meter bachabwärts läuft er schon am linken Rand einer kleinen Wiesenbucht, in der ihm zuweilen vom feuchten rechten Hang kleine Gerinne zumünden. 400 Meter abwärts von seinem höchsten Ursprung löst er sich dann etwa 400 Meter östlich des Michelbacher Hagenhofs auf etwa 420 m ü. NHN ganz vom Wald und fließt dann in einer feuchten und krautig bewachsenen, einige Meter breiten und 200 Meter langen U-Mulde ohne beständiges Bett nordnordwestlich zwischen Feldern und Wiesen.
Auf etwa dem nächsten Kilometer fließt er in dieser Richtung weiter am Fuß der Bretzinger Halde und nimmt dabei einen Hangbach ebenso schwankender Wasserführung von rechts her auf, der Quellen der mittleren oder unteren Halde entspringt. Der hier schon begradigte Bach knickt an diesem Zulauf für etwas weniger als einen halben Kilometer auf Westlauf, dann weiter auf Südwestlauf. Hiernach passiert er in der flachen Anfangsmulde seiner Unterlaufklinge wenig in dessen Nordwesten das Dorf Rauhenbretzingen, unterquert dabei die L 1055 von dort nach Hessental und dann gleich die Bahnlinie Bahnstrecke Schwäbisch Hall-Hessental–Waiblingen.
Jenseits dieser läuft er dann in seiner immer steileren Muschelkalkklinge neben der Kochertal-Abstiegsschleife der sich von der anderen Strecke hier lösenden Bahnstrecke Crailsheim–Heilbronn einher und wird dann beim kleinen Weiler Steinbrück von der Kreisstraße K 2598 aus Gschlachtenbretzingen nach Michelbach gekreuzt. Hier, schon etwa 25 Höhenmeter eingetieft in die Ebene der Haller Bucht, führt er nun ganzjährig Wasser. Weiter abwärts in seiner Mündungsschlucht wird er links an einer in diese hineingebauten Kläranlage vorbeigeleitet, tritt danach für noch 400 Meter in den Klingenwald ein, erreicht das Nordende einer rechten Wiesenaue des Kochers gegen den folgenden bewaldeten Prallhang des Flusses und mündet schließlich auf 294,5 m ü. NHN etwa 3,6 km abwärts von seiner Quelle in zuallerletzt östlicher Richtung von rechts in die östliche Schleife des Kochers um den Sporn des Läubingsforstes unterhalb des Wasserwerks in den Michelbacher Kocherwiesen.

### Einzugsgebiet
Der Remsbach hat ein Einzugsgebiet von 3,8 km² Größe. Naturräumlich gesehen gehört sein Ostteil zum Unterraum Limpurger Berge der Schwäbisch-Fränkische Waldberge, während der westliche in der Haller Bucht mit Rosengarten der Hohenloher Ebene liegt. Es hat ungefähr die Gestalt eines Helms mit der Krempenlinie im Süden.
Die nördliche Wasserscheide läuft vom Ortsrand von Gschlachtenbretzingen, wo sie auf wenig über 400 m ü. NHN liegt, recht flach nach Osten, dann in steilem Aufstieg auf den 510 m ü. NHN hohen und oben freien Sporn Einkorn der Limpurger Berge und von diesem weiter flach bis in den Berghöhenwald hinein; auf der anderen Seite der Grenze entwässert das Gelände zum Waschbach, der im Haller Stadtteil Steinbach dem Kocher zuläuft.
Danach folgt die Grenze auf der Waldhochebene in einer Höhe zwischen meist 490 m und 500 m ü. NHN ungefähr der Anschlussstraße des Einkorns, dann der Straße von Hessental nach Herlebach (K 2599) und schließlich grob der von dieser abgehenden Kohlenstraße nach Südosten und Süden bis zu einem Punkt zwischen Lämmergraben und Hörnle  etwa 400 Meter südöstlich der höchsten Quelllage. Jenseits dieser in der Natur wegen der Flachheit des Terrains meist schlecht auszumachenden Scheidelinie beginnt der Bühler-Zufluss Fischach seinen Lauf und nimmt seine ersten rechten Zuflüsse Sauklingenbach und Lembach von der Scheide her auf.
Dann knickt die Wasserscheide nach Westen ab, läuft auf den namenlosen Bergsporn nordöstlich von Michelbach hinaus, von diesem steil hinunter zum Michelbacher Hagenhof auf wenig über 420 m ü. NHN, nun wieder flacher westlich bis zum Kochertalrand auf etwa 370 m ü. NHN und schließlich in schnellem Abstieg dessen rechten Hang hinab bis zur Mündung auf 294,5 m ü. NHN. Auf diesem Abschnitt konkurriert außerhalb erst kurz der Brühlbach zur Fischach in Herlebach, dann größtenteils der Michelbach, dieser nun wieder zum Kocher.
Von der Mündung steigt die Wasserscheide schnell nordnordöstlich wieder auf die mittlere Höhe und oben in selber Richtung weiter bis zum Nordwesteck am Ostrand von Geschlachtenbretzingen zurück. Westlich davon läuft nur ein Weggraben aus Geschlachtenbretzingen heraus durch die weite, mehr als 50 Meter über dem heutigen Flussniveau gelegene Talterrasse des Brühls in Richtung Kocher.
Höchste Erhebung im Einzugsgebiet ist die Spornspitze des Einkorns auf 510 m ü. NHN. Auf ihr steht der Einkornturm, von welchem herab es sehr gut zu überblicken ist.
Ein Viertel des Einzugsgebietes an seinem Nordost- und Ostrand gehören zur Gemarkung der Stadt Schwäbisch Hall, sie liegen am Westhang der Limpurger Berge sowie auf deren Trauf und sind überwiegend bewaldet, Die übrige entwässerte Fläche gehört dagegen zur Gemeinde Michelbach an der Bilz, die im Osten ebenfalls kleinere Waldanteile hat, meist am Unterhang, aber stellenweise auch bis auf die Hochebene hinauf. Im Westen stehen erst in der Mündungsklinge des Baches wieder wenige Hektar Wald. Wiesen dominieren an den offenen Teilen des Berghangs, am Bergfuß und weiter in der flachen Talmulde bis etwa zur Eisenbahnlinie, hinter der ungefähr die Muschelkalkklinge des Unterlaufs beginnt. Auf den flachen Hügeln der mittleren Höhenlage dagegen wird vor allem Ackerbau betrieben. Das Michelbacher Dorf Rauhenbretzingen ist von einem Weichbild aus Obstwiesen umgeben.
Der bei weitem größte Siedlungsplatz im Einzugsgebiet ist dieses Dorf etwas westlich von dessen Mitte, das etwa 150 Einwohner zählt und in geringem Abstand vom Lauf des im Nordwesten passierenden Baches ungefähr am Ende des flachen Mittellaufes liegt. Südwestlich von Rauhenbretzingen steht ein landwirtschaftliches Anwesen „Aspach“ mit nur einer Hausnummer links auf einem Hügel über der Unterlaufklinge, westsüdwestlich von Aspach der kleine Wohnplatz Steinbrück mit dreien rechts am unteren Hang der Unterlaufklinge. Im Nordosten steht am diesseitigen Wiesenhang des Einkorns in mittlerer Höhe der Einzelhof Einkorn, ebenfalls mit nur einer Hausnummer. Der Schwäbisch Haller Anteil am Gebiet ist völlig unbesiedelt, die Gaststätte auf dem Einkorn liegt just jenseits der Wasserscheide.

### Zuflüsse und Seen
Hierarchische Liste der Zuflüsse und  Seen von der Quelle zur Mündung. Gewässerlänge, Seefläche und Einzugsgebiet und Höhe nach den entsprechenden Layern auf der Onlinekarte der LUBW. Andere Quellen für die Angaben sind vermerkt.
Ursprung des Remsbachs auf allenfalls etwa 480 m ü. NHN im Schwäbisch Haller Waldgewann Lämmergraben ca. 200 Meter westlich der Einmündung des Reichsarbeitsdienststräßles in die Kohlenstraße und damit ca. 1,7 km ostnordöstlich der Ortsmitte von Michelbach an der Bilz.
- (Zulaufende Gerinne), von rechts auf etwa 440–420 m ü. NHN in der Wiesenbucht am Waldaustritt rund 0,5 km östlich des Hagenhofs, kurz.
- (Wald- und Wiesenbach), von rechts und Osten auf etwa 398 m ü. NHN rund 0,5 km nordöstlich des Hagenhofs, ca. 0,5 km[LUBW 5] und ca. 0,2 km². Entspringt auf etwa 445 m ü. NHN an der südlichen Bretzinger Halde.
- (Zufluss), von rechts und Osten auf etwa 378 m ü. NHN am Südfuß des Einkorns, 1,0 km[LUBW 3] und ca. 0,7 km². Entspringt auf etwa 445 m ü. NHN etwas oberhalb des Reichsarbeitsdienststräßles, an dem das Wasser der Quelllage teilweise eine Wassertretanlage speist. An diesem Zulauf knickt der inzwischen begradigte Bach auf Westkurs.
  -  Durchfließt auf 405–390 m ü. NHN zwei größere und drei kleine Fischteiche am Waldaustritt, zusammen ca. 0,3 ha.[LUBW 6][LUBW 8]
  - (Zufluss), von rechts und Nordosten auf etwa 382 m ü. NHN am Feldweg am Hangfuß, ca. 0,4 km und ca. 0,5 km². Entsteht auf etwa 425 m ü. NHN unterhalb der Anfangskurve des Reichsarbeitsdienststräßles.
- Entwässert auf unter 355 m ü. NHN einen Teich etwas über dem linken Ufer gegenüber von Steinbrück, unter 0,1 ha.[LUBW 8]
  - (Teichzufluss), auf unter 360 m ü. NHN von Osten her, ca. 0,3 km und über 0,2 km². Entsteht auf wenig unter 370 m ü. NHN an der L 1055 südwestlich von Rauhenbretzingen.

Mündung des Remsbachs auf 294,5 m ü. NHN von rechts und Osten etwa 400 Meter nordöstlich des Wasserwerks in den Michelbacher Kocherwiesen in die dortige Ostschlinge des Kochers. Der Bach ist hier 3,8 km lang und hat ein 3,8 km² großes Einzugsgebiet.

## Geologie
Der Remsbach entsteht im Übergangsbereich vom Kieselsandstein (Hassberge-Formation) zu den Unteren Bunten Mergeln (Steigerwald-Formation). Fast bis zum Ende seines nordwestlichen Laufabschnitts läuft er dann im Gipskeuper (Grabfeld-Formation), ehe er zu Füßen des Einkorns in flacher Ebene den Lettenkeuper (Erfurt-Formation)  durchzieht. Seine Unterlaufschlucht liegt im Oberen Muschelkalk, in dem er auch mündet.
Am Westabfall Bretzinger Halde der Limpurger Berge im Einzugsgebiet gibt es ein paar kleine Klingenrisse. Die mergelreichen Hänge bis hinunter zum Gipskeuper zeitigen gelegentliche Hangrutschungen, die sich in einem unruhigen Hangprofil und gewundenen Höhenlinien auf der Karte widerspiegeln. Im Gelände gut sichtbar sind, dank des dort offenen Terrains, Rutschrinnen am Westfuß des Einkorns. Etwas nordwestlich des Hagenhofes zeigt ein Nordhang im Gipskeuper im Gewann Hundsklinge große rutschungsbedingte Auskehlungen, die im Blick vom Einkorn herab sehr gut zu erkennen sind. An der Bretzinger Halde gibt es etliche alte Hohlwege, die heute oft unbenutzt sind. Ein Büschel von solchen ersteigt den Westsporn Reute der Limpurger Berge, der vom Höhenwaldgewann Sahrlachen im Osten in Richtung Rauhenbretzingen vorspringt. In der Nordwestecke des Einzugsgebietes dicht an Gschlachtenbretzingen steht ein 0,3 ha großer Steinbruchsee in den Bildäckern über der Sohle einer ehemaligen Gipsgrube.

## Schutzgebiete
Die Unterlaufklinge nach Steinbrück und das winzige Stück Kochertalaue gehören zum Naturschutzgebiet Kochertal zwischen Westheim und Steinbach einschließlich Klingenbach sowie Geiß- und Eselsklinge. Die Oberhänge dieses Talabschnitts sowie die aufwärts anschließende Talmulde bis an den Westrand von Rauhenbretzingen gehören zum nahtlos daran anschließenden Landschaftsschutzgebiet Kochertal zwischen Westheim und Steinbach mit Seitenklingen und Randgebieten. Das deutlich größere Landschaftsschutzgebiet Westabhang der Limpurger Berge streckt sich von der wechselnd am Mittel- oder Unterhang der Limpurger Berge verlaufenden Gemeindegrenze Michelbachs westwärts teilweise bis dicht an den Ostrand von Rauhenbretzingen. Das gesamte Gebiet westlich dieser Kommunalgrenze liegt im Naturpark Schwäbisch-Fränkischer Wald.

### LUBW
Amtliche Online-Gewässerkarte mit passendem Ausschnitt und den hier benutzten Layern: Lauf und Einzugsgebiet des Remsbachs

Allgemeiner Einstieg ohne Voreinstellungen und Layer: Daten- und Kartendienst der Landesanstalt für Umwelt Baden-Württemberg (LUBW) (Hinweise)
1. 1 2  Höhe nach dem Höhenlinienbild auf dem Hintergrundlayer Topographische Karte.
2. 1 2  Höhe nach schwarzer Beschriftung auf dem Hintergrundlayer Topographische Karte.
3. 1 2 3  Länge nach dem Layer Gewässernetz (AWGN).
4. 1 2  Einzugsgebiet nach dem Layer Basiseinzugsgebiet (AWGN).
5. 1 2  Länge abgemessen auf dem Hintergrundlayer Topographische Karte.
6. 1 2 3  Seefläche nach dem Layer Stehende Gewässer.
7. ↑  Einzugsgebiet abgemessen auf dem Hintergrundlayer Topographische Karte.
8. 1 2  Seefläche abgemessen auf dem Hintergrundlayer Topographische Karte.
9. ↑  Schutzgebiete nach den einschlägigen Layern, Natur teilweise nach dem Layer Biotop.

### Andere Belege
1. 1 2  Wolf-Dieter Sick: Geographische Landesaufnahme: Die naturräumlichen Einheiten auf Blatt 162 Rothenburg o. d. Tauber. Bundesanstalt für Landeskunde, Bad Godesberg 1962. → Online-Karte (PDF; 4,7 MB)
2. ↑  Modellierte Werte nach Abfluss-BW Gewässerknoten MQ/MNQ
3. ↑  Laut der Ortsteilbeschreibung unter der Gemeindewebsite von Michelbach, abgefragt am 8. September 2019, hat Rauhenbretzingen etwa 150 Einwohner, in den zusammen höchstens 5 bewohnten Häusern der übrigen kleinen Siedlungsplätze leben gewiss insgesamt weniger als 50 Einwohner.
4. ↑  Geologie nach den Layern zu Geologische Karte 1:50.000 auf: Mapserver des Landesamtes für Geologie, Rohstoffe und Bergbau (LGRB) (Hinweise). Ein ähnliches Bold bietet die unter → Literatur aufgeführte geologische Karte.
5. ↑  Eigene Beobachtungen.